# Stenobrachius
Stenobrachius är ett släkte av fiskar. Stenobrachius ingår i familjen prickfiskar.
Kladogram enligt Catalogue of Life:
| Stenobrachius | \| \| Stenobrachius leucopsarus \| \| \| \| \| \| Stenobrachius nannochir \| \| \| \| |
|               | \| \| Stenobrachius leucopsarus \| \| \| \| \| \| Stenobrachius nannochir \| \| \| \| |
|               | Stenobrachius leucopsarus                                                             |
|               |                                                                                       |
|               | Stenobrachius nannochir                                                               |
|               |                                                                                       |